# Bệnh viện Quân y 103 (Học viện Quân y)
Bệnh viện Quân y 103  là bệnh viện thực hành trực thuộc Học viện Quân y, Bộ Quốc phòng Việt Nam. Thành lập vào ngày 20 tháng 12 năm 1950.
- Trụ sở: Số 261, đường Phùng Hưng - Hà Đông - Hà Nội
- Trang web chính thức: http://www.benhvien103.vn

## Lịch sử hình thành
- Đội điều trị 3 (tiền thân của Bệnh viện 103) thành lập ngày 20/12/1950 tại thôn Trung Giáp, xã Anh Dũng (nay là xã Trung Giáp), huyện Phù Ninh, tỉnh Phú Thọ.
- Tháng 8 năm 1958, theo Quyết định của Tổng cục Hậu cần, Đội điều trị 3 được chuyển thành Viện Quân y 103.
- Tháng 12 năm 1958 Bộ quốc phòng có quyết định chuyển Viện Quân y 103 thuộc quyền quản lý của Cục Quân y (Tổng cục Hậu cần) về trực thuộc Trường sĩ quan Quân y và trở thành bệnh viện thực hành của Trường
- Ngày 21 tháng 5 năm 1989 Bộ Tổng tham mưu có Quyết định số 183/QĐ-TM công nhận Viện Quân y 103 là Bệnh viện hạng I của Quân đội. Năm 1995 Viện Quân y 103 được đổi tên thành Bệnh viện 103.
- Ngày 23/1/2014 Bệnh viện chính thức được đổi tên gọi thành Bệnh viện Quân y 103 (Học viện Quân y) theo Quyết định số 214/QĐ-BQP ngày 23/1/2014 của Bộ trưởng Bộ Quốc phòng[2].

## Chức năng, nhiệm vụ
- Huấn luyện lâm sàng, cận lâm sàng cho các đối tượng học viên đại học, sau đại học và trên đại học ngành Y, Dược.
- Nghiên cứu khoa học phục vụ cho nhu cầu phát triển cho Y học nói chung và Y học Quân sự nói riêng.
- Khám, chữa bệnh theo tuyến và khu vực cho bộ đội, các đối tượng chính sách, bảo hiểm Y tế và nhân dân; phục vụ tuyến, sẵn sàng ứng cứu các vụ dịch, thảm họa, lũ lụt; đảm bảo quân y đảo Nam Yết (Trường Sa) .

## Lãnh đạo hiện nay

#### Giám đốc
- Đại tá, Phó Giáo sư, Tiến sĩ Lương Công Thức

#### Phó Giám đốc
- Đại tá Trần Tấn Cường, Bí thư Đảng ủy Bệnh viên
- Đại tá, Phó Giáo sư, Tiến sĩ Tạ Bá Thắng
- Đại tá, Phó Giáo sư, Tiến sĩ Nguyễn Đình Ngân

## Các phòng ban trực thuộc
- Phòng Kế hoạch - Tổng hợp
- Phòng Chính trị
- Phòng Tham mưu - Hành chính
- Phòng Hậu cần - Kỹ thuật
- Phòng Chỉ đạo tuyến
- Phòng Điều dưỡng
- Ban Tài chính
- Ban Khoa học Quân sự
- Ban Giáo vụ
- Ban Quản lý chất lượng bệnh viện
- Ban Điều hành, quản lý các toà nhà

## Các Bộ môn, Trung tâm, Khoa
- Khoa Khám bệnh (C1)
- Bộ môn - Trung tâm Huyết học và Truyền máu (CM2)
- Bộ môn - Khoa Sinh hóa (CM4)
- Khoa dược (C5)
- Bộ môn - Khoa Giải phẫu bệnh lý - Pháp y (CM6)
- Bộ môn - Khoa Vi sinh vật (CM7)
- Bộ môn - Khoa Chẩn đoán chức năng (CM9)
- Bộ môn - Trung tâm Chẩn đoán hình ảnh (CM10)

- Khoa X-Quang chẩn đoán (C10)
- Khoa X-Quang can thiệp (C11)
- Khoa Siêu âm (C12)
- Khoa Y học hạt nhân (C14)
- Khoa Trang bị (C15)
- Bộ môn - Khoa Dinh dưỡng (CM16)
- Bộ môn Điều dưỡng (CM17)
- Khoa Kiểm soát nhiễm khuẩn (C18)
- Bộ môn - Khoa Nội Tiêu hóa (AM1)
- Bộ môn - Trung tâm Tim mạch (AM2)

- Khoa Tim mạch (A2)
- Khoa Can thiệp Tim mạch (A16)
- Khoa Phẫu Thuật tim mạch (B20)
- Bộ môn - Trung tâm Nội Hô hấp (AM3)

- Khoa Bệnh hô hấp (A3)
- Khoa Lao (A17)
- Bộ môn - Trung tâm Nội Thần kinh (AM4)

- Khoa Thần kinh (A4)
- Khoa Đột quỵ (A14)
- Bộ môn - Khoa Truyền nhiễm (AM5)
- Bộ môn - Khoa Tâm thần (AM6)
- Bộ môn - Trung tâm Nội dã chiến (AM7)
- Bộ môn - Khoa Da liễu (AM8)
- Bộ môn - Khoa Y học cổ truyền (AM9)
- Bộ môn - Khoa Nhi (AM10)
- Bộ môn Khớp - Nội tiết (AM11)

- Khoa khớp (A11)
- Khoa nội tiết (A19)
- Bộ môn - Trung tâm Ung bướu (AM20)

- Khoa Hóa trị (A20)
- Khoa Xạ trị (A21)
- Bộ môn - Khoa Phục hồi chức năng (AM15)
- Bộ môn - Trung tâm Chấn thương Chỉnh Hình (BM1)

- Khoa Chấn thương chung và Vi phẫu (B1)
- Khoa Phẫu thuật khớp và Y học thể thao (B17)
- Khoa Phẫu thuật chỉnh hình cột sống (B18)
- Bộ môn - Trung tâm Phẫu thuật Tiêu hóa (BM2)

- Khoa Phẫu thuật ống tiêu hóa (B2)
- Khoa Phẫu thuật Gan Mật Tụy (B19)
- Bộ môn - Khoa Mắt (BM4)
- Bộ môn - Khoa Gây mê (BM5)
- Bộ môn - Khoa Tai - Mũi - Họng (BM6)
- Bộ môn - Khoa Ngoại Thận và Tiết niệu (BM7)
- Bộ môn - Khoa Hàm mặt và tạo hình (BM8)
- Bộ môn - Khoa Ngoại Thần kinh (BM9)
- Bộ môn - Khoa Phụ sản (BM10)
- Bộ môn - Trung tâm Hồi sức cấp cứu và Chống độc (BM11)

- Khoa hồi sức Nội (A27)
- Khoa hồi sức Ngoại (B11)
- Khoa Cấp cứu lưu (B16);
- Bộ môn - Khoa ngoại Lồng ngực (BM12)
- Bộ môn - Khoa Răng Miệng (BM14)
- Bộ môn - Trung tâm Ngoại dã chiến (BM15)

## Thành tựu khoa học
- Ở Việt Nam, lần đầu (tháng 6-1992), Bệnh viện 103 (Học viện Quân y) thực hiện ca ghép thận đầu tiên trên người.
- Học viện Quân y là nơi thực hiện thành công ca ghép gan trên người đầu tiên tại Việt Nam vào năm 2004.
- Ngày 1-5-2006, kíp bác sĩ của Học viện vừa thực hiện thành công ca ghép tim đồng loại đầu tiên trên heo.
- Hoàn thành xuất sắc nhiệm vụ huấn luyện Lâm sàng, cận lâm sàng các bậc đại học, sau đại học ngành Y, Dược Tham gia đào tạo 22.000 Bác sĩ, Dược sĩ, 650 Tiến sĩ, 1.800 Thạc sĩ, 4.200 Chuyên khoa I, chuyên khoa II, 10.000 chuyên khoa định hướng. Huấn luyện bình quân hàng năm 60 lớp, với lưu lượng gần 2000 học viên. Tích cực đầu tư vào công tác nghiên cứu khoa học và phát triển kỹ thuật, đáp ứng nhu cầu gắn kết giữa Đào tạo – Điều trị, đóng góp tích vực cho sự phát triển của ngành Y học nước nhà nói chung và Y học Quân sự nói riêng.

## Khen thưởng[3]
- Danh hiệu Anh hùng Lực lượng vũ trang nhân dân (1989, 2009)
- 03 Huân chương Quân công
- 05 Huân chương Chiến công
- 01 Huân chương Lao động
- 04 đơn vị (Bộ môn – khoa Bỏng, Bộ môn Tim – Thận – Khớp - Nội tiết, Bộ môn - Khoa Ngoại bụng, Bộ môn - Khoa Truyền nhiễm) được tặng danh hiệu Anh hùng Lực lượng vũ trang nhân dân.
- 01 cá nhân được tặng danh hiệu  Anh hùng Lực lượng vũ trang nhân dân
- 01 cá nhân được tặng danh hiệu Anh hùng Lao động

## Các cán bộ tiêu biểu
- Thiếu tướng, Giáo sư, Tiến sĩ khoa học, Thầy thuốc nhân dân, Anh hùng lực lượng vũ trang nhân dân Lê Thế Trung: nguyên Giám đốc Học viện Quân y (1986 - 1995), nguyên Viện trưởng Viện Quân y 103, Giám đốc sáng lập Viện Bỏng Quốc gia Lê Hữu Trác, Giải thưởng Hồ Chí Minh.
- Thiếu tướng, Giáo sư, Tiến sĩ khoa học, Thầy thuốc nhân dân, Anh hùng lực lượng vũ trang nhân dân Bùi Đại, nguyên Giám đốc Bệnh viện Trung ương Quân đội 108, nguyên Phó Giám đốc Học viện Quân y kiêm Viện trưởng Viện Quân y 103.
- Trung tướng, Giáo sư, Tiến sĩ, Nhà giáo nhân dân Phạm Gia Khánh: nguyên Giám đốc Học viện Quân y (1995 - 2007), Giải thưởng Hồ Chí Minh, nguyên Viện phó Ngoại khoa.
- Thiếu tướng, Phó Giáo sư, Tiến sĩ, Thầy thuốc nhân dân Đặng Ngọc Hùng, nguyên Phó Giám đốc Học viện Quân y kiêm Giám đốc Bệnh viện 103.
- Thiếu tướng, Phó Giáo sư, Tiến sĩ, Thầy thuốc nhân dân Hoàng Mạnh An, nguyên Giám đốc Bệnh viện Quân y 103.
- Thiếu tướng, Giáo sư, Tiến sĩ, Bác sĩ cao cấp, Nhà giáo ưu tú Lê Trung Hải, Phó Cục trưởng Cục Quân y - Bộ Quốc phòng, nguyên Phó Giám đốc Ngoại khoa.
- Trung tướng, Giáo sư, Tiến sĩ, Thầy thuốc ưu tú Đỗ Quyết, Giám đốc Học viện Quân y, nguyên Phó Giám đốc Nội khoa.
- Thiếu tướng, Giáo sư, Tiến sĩ, Thầy thuốc nhân dân Đồng Khắc Hưng, Phó Giám đốc Học viện Quân y, nguyên Phó Giám đốc Y vụ.

## Lãnh đạo qua các thời kỳ

### Giám đốc
- Thiếu tướng Lê Thế Trung, từ 1979 - 1981
- Thiếu tướng, Giáo sư, Tiến sĩ Khoa học Bùi Đại, từ 1981 - 1983
- Thiếu tướng Hoàng Mạnh An

### Chính ủy
- Thiếu tướng Nguyễn Mạnh Sử

### Phó Giám đốc
- Đại tá Trần Đình Ngạn